# پلیکان (آلاسکا)
پلیکان (به انگلیسی: Pelican) شهری در ناحیه سرشماری هوناه-آنگون، آلاسکا ایالت آلاسکا است که جمعیت آن در سرشماری سال ۲۰۰۰ میلادی ۱۶۳ نفر بوده‌است.